# بهاء ثروت
بهاء ثروت (23 فبراير 1970)، ممثل مصري ولد في محافظة سوهاج في صعيد مصر. بدأ حياته الفنية في أوائل التسعينات من خلال التلفزيون حيث شارك في العديد من المسلسلات منها (هالة والدراويش) عام 1993، لتتوالى بعدها أعماله ما بين السينما والتلفزيون، من أبرز أعماله (فتاة من إسرائيل، كيد النسا، حائط البطولات).

## أعمال

### مسلسلات
| - بت القبايل - 2020 - رمضان كريم-2017 - السبع بنات- 2016 - الوسواس- 2015 - ياانا ياانتي- 2015 - ربيع الغضب- 2013 - خلف الله- 2013 - نابليون والمحروسة- 2012-(حسن) - عمر- 2012-(أبو حذيفة بن عتبة) - ويأتى النهار- 2012 - ابن ليل- 2012-(بهجت صباحي) - الإمام الغزالي- 2012-(علي) - مشرفة .. رجل من هذا الزمان- 2011-(محمود النقراشي باشا) - كيد النسا- 2011، 2012-(حليمو) - وادي الملوك- 2011 - الشحرورة- 2011-(رشدي اباظة) - كليوباترا- 2010-(إميليوس) | - شيخ العرب همام -(آخر ملوك الصعيد)- 2010-(محمد بك أبو الدهب) - أنا قلبي دليلي- 2009-(محمد عمر) - صدق وعده- 2009-(جابر) - الرحايا حجر القلوب- 2009 - فستان فرح- 2009 - نسيم الروح- 2008 - أسمهان- 2008-(محمد التابعي) - قلب الخطر- 2008 - عسكر و حرامية- 2007 - الملك فاروق- 2007-(عمر حسني) - عيون و رماد- 2007 - الإمام الشافعي- 2007 - قلب الدنيا- 2006 - حارة الزعفراني- 2006-(طحانى) | - على نار هادئة- 2005-(رجائي) - ورد النيل- 2005 - ألف ليلة وليلة- 2005 - أوراق مصرية -(ج3)- 2004 - زهرة الياسمين- 2004 - الإمام النسائي- 2004 - عفاريت السيالة- 2004-(حمادة سالم) - تحت الريح- 2003 - ذنوب الأبرياء- 2003 - رجل الأقدار- 2003-(عمارة بن الوليد) - اللؤلؤ المنثور- 2002 - الإمبراطور- 2002 - بين شطين و مية- 2002 - حواري وقصور- 2001 | - الوجه الغامض- 2001 - الشهاب- 1999 - اللص والكلاب- 1998-(رءووف علوان) - أبناء دهشان- 1997 - أحلام فستق- 1996-(فستق) - أولاد الأصول- 1995-(عمر) - صباح الورد- 1994 - هالة والدراويش- 1993 - الوعد الحق- 1993-(عبد الله بن ابي بن سلول) - أحلام العنكبوت- 1992-(الوجه الجديد) - الوصي- مسلسل - عائلة شمس-(همام) - أما بعد |

| - الجنسية مصري- 2012 (محمود) - فتاة من إسرائيل- 1999 (حسن) - حائط البطولات- 1998 - فخ الجواسيس- 1992 - دماء على الثوب الأبيض | - زقاق المدق:2021 - قواعد العشق الاربعين - 2017 - مسرحية (شمس التبريذى) - رجل بلا أجندة- 2015 - مسرحية - الاولة في الغرام- 2003 - مسرحية - المهرة والخيال- 2006 - مسلسل اذاعي - وتمت بحمد الله- سهرة تليفزيونية - شيء من الحب- سهرة تليفزيونية |

## روابط خارجية
- بهاء ثروت على موقع الدهليز
- بهاء ثروت على موقع قاعدة بيانات الأفلام العربية